# Svavelhexafluorid
Svavelhexafluorid (SF6) är en oorganisk, färglös, luktfri, och icke-brännbar växthusgas. SF6 har en oktaedrisk geometri, bestående av sex fluoratomer bundna till en central svavelatom. Det är en hypervalent molekyl. Som många andra opolära gaser, löser den sig dåligt i vatten men är löslig i opolära lösningsmedel. Den transporteras generellt som en flytande komprimerad gas.
Svavelhexafluourid ger den starkaste växthuseffekten av alla kända ämnen. Det är cirka 22 800 gånger mer potent än samma mängd koldioxid. Och när ämnet väl har kommit in i atmosfären tar det mer än 3000 år för SF6 att sönderfalla igen och bli ineffektiv.
Svavelhexafluorid, eller SF6, används i stor utsträckning inom elindustrin för att förhindra kortslutningar och olyckor. Det är ett effektivt isoleringsmaterial för mellan- och högspänningsinstallationer som i stor utsträckning används inom vindkraftsindustrin till elektriska transformatorstationer. 